# IC 705
IC 705 је галаксија у сазвјежђу Велики медвјед која се налази на листи објеката дубоког неба у Индекс каталогу.
Деклинација објекта је + 50° 14' 32" а ректасцензија 11h 32m 56,3s. Привидна величина (магнитуда) објекта IC 705 износи 14,5 а фотографска магнитуда 15,5. IC 705 је још познат и под ознакама MCG 8-21-49, CGCG 268-50, NPM1G +50.0204, PGC 35644.